# Principauté épiscopale d'Eichstätt
Ne doit pas être confondu avec Diocèse d'Eichstätt.
La principauté épiscopale d'Eichstätt (en allemand : Fürstbistum Eichstätt) ou évêché d'Eichstätt (Hochstift Eichstätt) formait jadis un État du Saint-Empire romain germanique. Les évêques d'Eichstätt, qui relevaient du duché de Bavière, obtinrent l'immédiateté impériale comme seigneurs temporels de la principauté épiscopale (Hochstift) à la suite d'un accord avec la maison ducale de Wittelsbach vers l'an 1305. Le siège de la principauté et du diocèse était à Eichstätt.
Les frontières de la principauté et du diocèse d'Eichstätt, fondé en Bavière par le moine anglo-saxon Willibald aux environs de l'an 742, ne coïncidaient pas. Dans le périmètre du diocèse, suffragant de la province ecclésiastique de Mayence, l'autorité spirituelle de l’évêque s’étendait sur une plus grande partie dans le nord-ouest du duché de Bavière, jusqu'à la frontière avec la Franconie.
La sécularisation en 1802 et le recès d'Empire mit un terme au pouvoir temporel des évêques d'Eichstätt et leur territoire échoit à l'électorat de Salzbourg éphémère. Le nouveau royaume de Bavière acquit cet État en 1805 à la paix de Presbourg. Après le congrès de Vienne, en 1817, le roi l'érigea en principauté d'Eichstätt en faveur d'Eugène de Beauharnais, son gendre.

## Territoire
Le territoire de la principauté comprenait un patrimoine inférieur (Unteres Stift) et supérieur (Oberes Sitift) :
- la partie inférieure était un espace cohérent sur les rives de l'Altmühl, aux alentours de la résidence épiscopale comprenant les villes de Beilngries, Berching et Greding. Parmi les États avoisinants figurent le duché de Bavière au sud-est, le duché de Palatinat-Neubourg au nord-est et la principauté d'Ansbach au nord-ouest ;
- la partie supérieure comprenait de plusieurs petites zones (Herrieden, Ornbau, Spalt et Pleinfeld) en Franconie.

Par rapport à sa faible superficie peuplée de quelque 58 000 d'habitants au XVIe siècle, l'évêché est resté relativement insignifiant.